# بيلي كار
بيلي كار (بالإنجليزية: Billy Carr)‏ (7 مارس 1905 في المملكة المتحدة - 1989) هو لاعب كرة قدم بريطاني (وحمل سابقاً جنسية المملكة المتحدة لبريطانيا العظمى وأيرلندا) في مركز الدفاع. لعب مع نادي ساوثيند يونايتد وهدرسفيلد تاون.